# Доброхотов, Борис Васильевич
Борис Васильевич Доброхотов (8 [21] октября 1907, Баку — 1987, Москва) — советский гамбист, музыковед; кандидат искусствоведения (1944), профессор.

## Биография
В 1930 г. окончил Высший художественно-технический институт (живописный факультет) в Москве. В 1936 г. окончил Московскую консерваторию по классу виолончели С. М. Козолупова, затем в 1939 г. — аспирантуру у М. И. Ямпольского.
В 1939—1941 гг. преподавал в той же консерватории курс методики виолончельной игры.
В 1941—1958 гг. — старший научный сотрудник Центрального музея культуры им. М. И. Глинки. Одновременно в 1946—1950 гг. работал старшим научным сотрудником научно-исследовательского кабинета при Московской консерватории.
В 1955—1962 гг. — гамбист Московского камерного оркестра, с 1962 г. — солист-гамбист Московской филармонии; входил в состав ансамбля «Мадригал».
С 1963 г. преподавал по классу камерного ансамбля Музыкально-педагогического института им. Гнесиных (с 1972 г. — доцент). Одновременно с 1964 г. возглавлял Совет скрипичных мастеров при Министерстве культуры СССР.
Похоронен на Рогожском кладбище (уч. 4).

### Семья
Отец — Василий Степанович Доброхотов (1872—1939), виолончелист, педагог.
Мать — Елена Артемьевна Доброхотова (1877—1959), пианистка, педагог.

## Научная деятельность
Основные музыковедческие работы посвящены творчеству русских композиторов XVIII — первой половины XIX вв. Восстановил и отредактировал ряд неопубликованных произведений А. А. Алябьева, Д. С. Бортнянского, Е. И. Фомина.

### Избранные труды
Источник — Электронные каталоги РНБ
- Азархин Р. М., Доброхотов Б. В., Кусевицкий И. А. и др. Контрабас : История и методика : [Учеб. пособие для муз. вузов] / Ред.-сост.: Б. В. Доброхотов. — М.: Музыка, 1974. — 336 с. — 4200 экз.
- Доброхотов Б. В. Автографы П. И. Чайковского в фондах Государственного центрального музея музыкальной культуры им. М. И. Глинки : Каталог-справочник. — [М.], 1956.
- Доброхотов Б. В. А. А. Алябьев [1787—1851. Жизнь и творчество]. — М.: тип. «Кр. звезда», 1947. — 32 с. — 600 экз.
- Доброхотов Б. В. А. А. Алябьев : Камерно-инструментальное творчество. — М.; Л.: Музгиз, 1948. — 31 с. — 10 000 экз.
- Доброхотов Б. В. Александр Алябьев : Творческий путь. — М.: Музыка, 1966. — 319 с. — 6685 экз.
- Доброхотов Б. В. Д. С. Бортнянский [1751—1825]. — М.; Л.: Музгиз, 1950. — 56 с. — 5000 экз.
- Доброхотов Б. В. Бранденбургские концерты И. С. Баха. — М.: Музгиз, 1962. — 88 с. — 4000 экз.
- Доброхотов Б. В. А. Н. Верстовский : Жизнь, театр. деятельность, оперное творчество. — М.; Л.: Музгиз, 1949. — 127 с. — 5000 экз.
- Доброхотов Б. В. А. Н. Верстовский и его опера «Аскольдова могила». — М.: Музгиз, 1962. — 87 с. — 12 000 экз.
- Доброхотов Б. В. Московский камерный оркестр. — М., 1957.
- Доброхотов Б. В., Киселев В. А. Рукописи П. И. Чайковского в фондах Государственного центрального музея музыкальной культуры им. М. И. Глинки : Каталог-справочник. — М., 1955. — 98 с.
- Доброхотов Б. В. Евстигней Фомин. — М.: Музыка, 1968. — 107 с. — 4000 экз.
- Доброхотов Б. В. Е. И. Фомин [1761—1800]. — М.; Л.: Музгиз, 1949. — 72 с. — 5000 экз.
- Доброхотов Б. В. Е. И. Фомин [1761—1800. Краткие биогр. сведения и разбор двух произведений: «Ямщики на подставе» и «Орфей»]. — М.: Музгиз, 1947. — 36 с. — 1300 экз.

## Адреса в Москве
- ул. Огарева, 6;
- Кожевническая ул., 1-б.